# Білоруси в Литві
 Білоруси Литви, за даними офіційної статистики, є третьою за чисельністю національною меншиною в країні після поляків і росіян. У 2001 році в Литовській Республіці проживало 42 866 етнічних білорусів, що становило 1,23 % від загального населення. З них своєю рідною мовою білоруську називали 14 602 людини, російську — 22 386 осіб і литовську — 1622 респондента. Переважна більшість білорусів є громадянами Литви.

## Історія та географія розселення

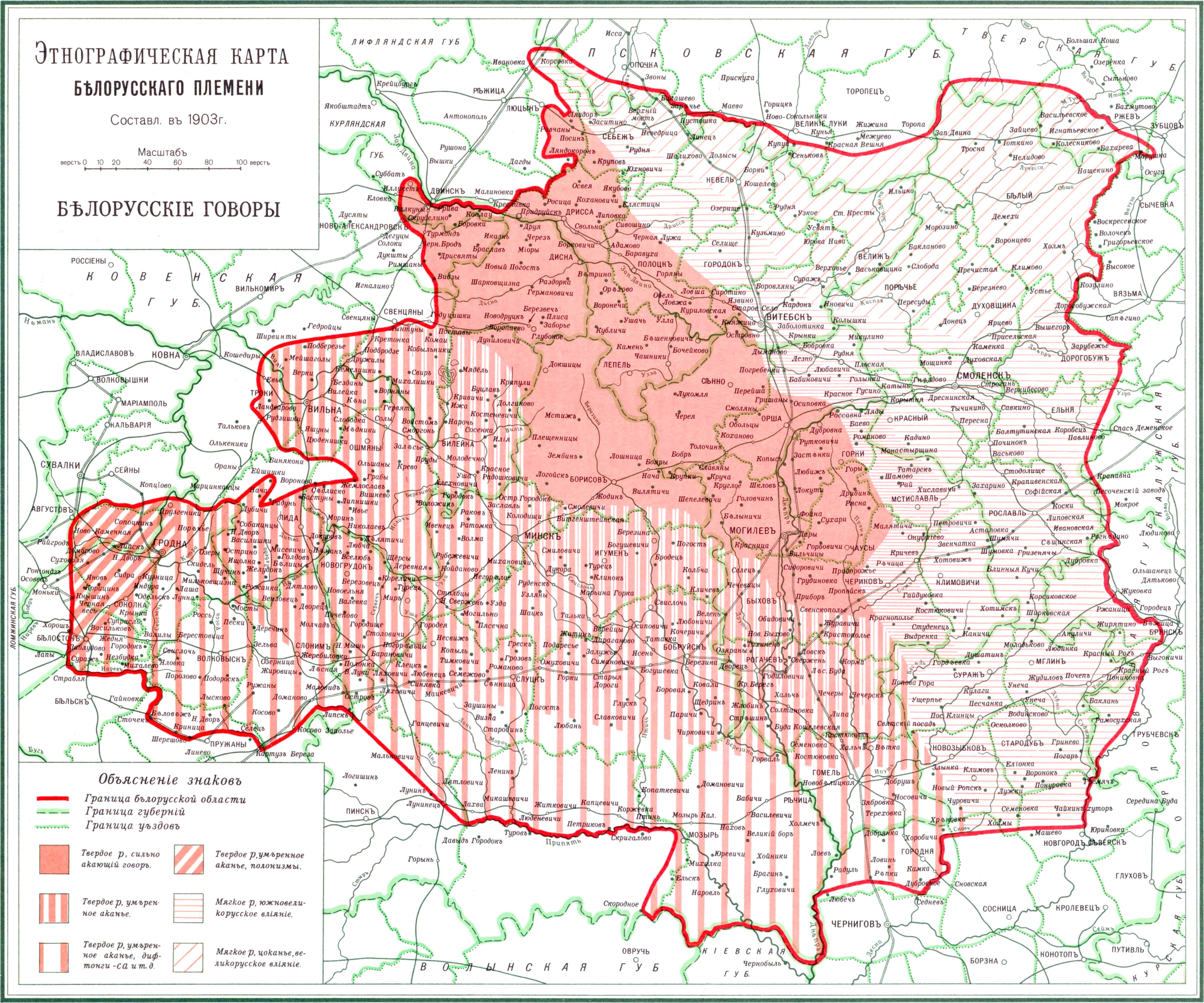
Етнографічна карта Є. Ф. Карського, 1903.

На території сучасної Литви білоруси проживають не одне століття. Частина їх живуть на цих землях з часів Великого князівства Литовського, багатонаціональної середньовічної держави, одного з найбільших феодальних утворень Східної Європи. Інші переселилися пізніше: так, чимало білорусів переїхало до Литви вже в радянський час, після закінчення Другої світової війни.
Більшість етнічних білорусів проживає у столиці, Вільнюсі — 12 865 осіб, далі йдуть міста переважно центрального і південного розташування: Утена, з білоруською діаспорою в складі 1 515 чоловік, Каунас з 680 і Клайпеда з 638 білоруськими мешканцями.

## Громадські організації
У даний момент в Об'єднанні громадських організацій білорусів у Литві, президентом якої є В. Войницький, входить 19 організацій. Їх мета, як і будь-яких інших утворень національних меншин, — збереження білоруської культури, традицій, звичаїв, білоруської мови. Під безпосереднім контролем Об'єднання у Вільнюсі працює білоруська школа імені Франциска Скорини з дванадцятирічним навчанням, де багато предметів викладаються рідною мовою. Відкрито білоруську недільну школу в Клайпеді, в Вісагінасі функціонує білоруський культурний центр.

## Взаємодія з білоруською владою
На сьогодні програма підтримки білорусів зарубіжжя, про яку заявлялося офіційним Мінськом як про пріоритетний напрямок своєї зовнішньої політики, практично не працює. Раніше діяла програма «Білоруси у світі», за якою етнічні білоруси Литви вільно відвідували країну на екскурсіях і за якою ж йшло постачання навчальних центрів методичною літературою та комп'ютерами, просто перестала фінансуватися. Єдиним каналом, по якому сьогодні йде зв'язок між білоруською діаспорою Литви і білоруською владою, залишилися квоти на безкоштовне навчання у вищих навчальних закладах Білорусі. У самій же Литві в білоруських школах часом відчувається елементарний брак сучасних навчальних посібників.
Також білоруська громада Литви не раз висловлювала побажання мати можливість купувати нерухомість і створювати свої підприємства в Білорусі, зберігаючи литовське громадянство, прискорити процес видачі посвідки на проживання тим, хто переїжджає до Білорусі на постійне місце проживання, посилаючись на досвід і практику підтримки співвітчизників за кордоном, яку проводить Польща. Однак поки ці питання залишаються невирішеними.